# De achtste dag
De achtste dag is een documentaire uit 2018 van regisseurs Yan Ting Yuen en Robert Kosters.
Aan de hand van de reddingsoperatie van Fortis aan het begin van de kredietcrisis, vertellen Europese politici over wat zich achter de schermen afspeelde. Onder anderen Jan Peter Balkenende (minister-president van Nederland), Wouter Bos (minister van Financiën en vicepremier) en Nout Wellink (president van De Nederlandsche Bank) komen aan het woord, alsook de toenmalige Belgische premier Yves Leterme, federaal minister van Financiën Didier Reynders en voormalig ECB-president Jean-Claude Trichet.
De documentaire is bekroond met De Tegel 2018 in de categorie 'Achtergrond'. 